# Moderato in e mineur
Frank Bridge voltooide zijn Moderato in e mineur voor solopiano op 5 september 1903. Het is een onbeduidend werkje in het oeuvre van de beginnend componist. Hij schreef het 5 maanden nadat hij met lof was afgestudeerd bij zijn “leraar” Charles Hubert Parry aan het Royal College of Music. Het behoort tot zijn vroege werken/periode. Het is geschreven in de e mineurtoonsoort, waarin meerdere composities werden voltooid. De titel refereert aan het tempo waarin het geschreven is: moderato.
Paul Hindmarsh gebruikte het later als het eerste deel voor zijn Vier werken voor strijkorkest, bestaande uit bewerkingen van stukken van Bridge.

## Discografie
- Uitgave Naxos: Ashley Wass piano (2005)